# 1979-1980シーズンのNBA
1979-1980シーズンのNBAは、NBAの34回目のシーズンである。

## バードとマジック
1970年代はNBAにとって暗黒の時代だった。ABAとの生存競争によりリーグ全体が疲弊し、各球団は選手のサラリーの急激な上昇で財政難に苦しみ、観客席には空席が目立つようになり、テレビ視聴率も下がる一方。さらに薬物やアルコールによるスキャンダルが続発し、リーグのイメージも極端に悪化していた。NBAはスリーポイントシュートの導入など、事態打開のために様々な手を打つが、NBAに真に必要だったのはリーグを牽引する救世主、スーパースターの登場だった。
一人は1956年、インディアナ州のウエストバーデンで生まれた。一見何処にでもいる田舎の純朴な白人少年に見える彼は、しかし一度コートに立てば並外れたバスケットセンスを発揮する選手で、大学進学を迎える頃には有名大学からスカウトを受けるほどの名選手になっていた。彼は闘将として知られるボビー・ナイトが指導するインディアナ大学に進学するが、ナイトの苛烈な指導や学校の雰囲気に馴染めず、すぐに退学し、一度はバスケットの道を諦めた。しかしその後再び大学に戻る決意をし、インディアナ州立大学に進学。当時カレッジバスケ界では決して有名校とは言えなかった同大学チームを、彼はカレッジバスケの最高峰であるNCAAトーナメント進出を果たすまでに押し上げる。彼の名は当然NBAにも轟き、彼が大学を卒業する1979年のNBAドラフトの目玉となるはずだった。しかし彼の名前は意外な年のドラフトの、意外な順位で指名されることとなる。1978年のNBAドラフト全体6位、それが彼の指名順位だった。彼を是が非でも欲するボストン・セルティックスのレッド・アワーバックGMは一計を案じ、彼がインディアナ大学中退後、1年間短期大学に通っていたことを目に付け、インディアナ州立大学での3年間を合わせて大学プレイ資格4年間を全うしたとして、彼を強引に指名したのである。本来なら翌年の、もっと上位で指名されるはずの彼は、1978年の全体6位指名で東の名門、当時低迷に喘いでいたセルティックスに入団が決まった。しかし彼はもう1年大学でプレイするため、セルティックスの入団は1年を待たなければならない。しかしこの1年が彼、ラリー・バードの後に続く新たな物語を紡ぎだすこととなる。
もう一人はバードに3年遅れること1959年、ミシガン州の州都ランシングで生まれた。陽気な黒人少年だった彼、アーヴィン・ジョンソン・ジュニアは優秀なバスケット選手という点以外は、性格やプレイスタイル、あらゆる点でバードとは対照的だった。見栄えのする彼の鮮やかなプレイは人々を魅了するようなり、彼が2年生のときにはある試合で36得点18リバウンド16アシスト10スティールのクアドルプル・ダブルを記録。その時取材に訪れていた地元記者から"マジック"というニックネームが与えられた。高校4年生だった彼が高校のチームを州チャンピオンに導いた同じ年、NBAで一つのトレードが行われた。ロサンゼルス・レイカーズがゲイル・グッドリッチをニューオーリンズ・ジャズにトレードに出したのである。すでにベテランの域に達し、成績も落ち始めていたグッドリッチのトレードは、当時それほど注目されたものではなかったが、この時レイカーズが対価として得たものが、将来非常に大きな意味を持ってくる。ジョンソンは高校卒業後ミシガン州立大学に進学。当時低迷していた同校を彼は前季の12勝15敗から25勝5敗と大躍進させた。彼の名はアーヴィン"マジック"ジョンソン、マジック・ジョンソンとして全米に知れ渡るようになった。
それまで殆ど接点が無かったバードとマジックを結びつけたのが、1979年のNCAAトーナメントである。バードが加わって4年目のインディアナ州立大学はシーズンを33戦全勝で終えるほどの勢いを誇り、2年目のマジックが在籍するミシガン州立大学もトーナメントの優勝候補となっていた。メディアは当然のように両チームのエースに目を付け、選手としても一人の青年としても見事に対照的な2人を集中的に取り上げた。結果2人は試合では一度も対戦したことがないにもかかわらず、ライバルとして全米のバスケットファンに認知されることとなり、決勝トーナメントは異常なほどの注目を集めた。そしてあたかも筋書き通りであるかのように、2人はトーナメント決勝で相対したのである。試合は75-64でミシガン州立大が勝利し、バード対マジック最初の対決はマジックに軍配が挙がった。全米に向けて放送されたテレビ中継の視聴率は、NCAA史上最高の38%を記録し、現在も破られていない。
もしバードがアーリーエントリーし、1978年のドラフト指名でそのままセルティックスに入団していたならば、この決勝での対決はなく、バード対マジックのライバル関係も成立し得なかった。その意味でNBAは非常に運が良く、また何よりNCAAトーナメント決勝という当時のNBAファイナルを遥かに凌ぐアメリカバスケ界最高の舞台で、バード対マジックを全米に向けてアピール出来たことが大きかった。バード対マジックをNBAにそのまま持ち込むことにより、彼らが全米から集めた注目を、そのままNBAに引き込むことが出来たからである。しかしそれには1979年のNBAドラフトにアーリーエントリーしたマジック・ジョンソンが、どのチームに入団するかが重要だった。すでにバードはセルティックスの入団が決まっており、マジックが東の名門セルティックスのライバルに相応しいチームに入団することが、NBAにとっては最上のシナリオだった。
そしてマジックを全体1位指名したのがロサンゼルス・レイカーズだった。西の名門でセルティックスの永遠のライバルであるレイカーズへの入団は、NBAにとっては他にない最高の選択だった。前季の成績が47勝35敗、リーグ6位タイの成績だったレイカーズが全体1位指名を得られたのは、遡ること3年前、1976年のガイル・グッドリッチのトレードが関係してくる。この時、ジャズから対価として得たのが、将来のドラフト指名権だった。前季26勝56敗で見事にリーグ最下位となったジャズが獲得したドラフト1位指名権を、レイカーズがまんまと手中に収め、マジックを指名したのである。なお、レイカーズはこのシーズン中にもクリーブランド・キャバリアーズとのトレードでドン・フォードとの交換で、1982年の1巡目ドラフト指名権を獲得している。これが後に一世を風靡する"ショータイム・バスケット"の完成に繋がる。
あらゆる幸運が重なって、バード対マジックという1980年代最高のライバル関係は確立された。2人のNBA入り以後、リーグ全体はこの2人が支配するようになり、80年代のファイナルはバードのセルティックスと、マジックのレイカーズのいずれかが必ず出場し、ファイナルでのセルティックス対レイカーズの直接対決は、80年代のNBA最高のカードとなった。NBAに入ってさらに加熱した両者のライバル関係は、当時霧散していたNBAへの注目を一気に引き戻すことに成功し、さらにどん底に沈んでいたNBA人気をかつてないほどに高めることとなる。
NBAにとってバードとマジックは、まさに救世主だった。

## シーズン前

### ドラフト
ドラフトではマジック・ジョンソンがロサンゼルス・レイカーズから全体1位指名を受けた。ほか、デイブ・グリーンウッド、ビル・カートライト、シドニー・モンクリーフ、ヴィニー・ジョンソン、カルヴィン・ナット、クリフ・ロビンソン、ジム・パクソン、ダドリー・ブラッドリー、フィル・ハバード、レジー・キング、ポール・モークスキー、ジョニー・ムーア、ジェフ・ヒューストン、アール・キュアトン、ビル・レインビア、ジェームズ・ドナルドソン、ジェリー・シヒティング、アレン・リーベル、チャールズ・ジョーンズらが指名を受けている。また今回のドラフトでは入団しなかったがマーク・イートンが1度目の指名を107位で受けている。
オールスターにはM・ジョンソン、B・カートライト、S・モンクリーフ、C・ナット、J・パクソン、B・レインビア、J・ドナルドソンの7人が選ばれている他、M・イートンもオールスターに選出されている。

### その他
- ニューオーリンズ・ジャズはルイジアナ州ニューオーリンズから、ユタ州ソルトレイクシティに本拠地を移し、ユタ・ジャズと改称した。
- ケーブルテレビと初めての契約が交わされる。アメリカのテレビ事情においてケーブルテレビの重要性は日本のそれを遥かに上回っており、アメリカでは都市部を離れると地上波の電波が届かない所が多く、その範囲をカバーするのがケーブルテレビだった。1970年代に普及率は50%に達し、テレビのスポーツ中継にも大きな影響を及ぼすようになっていた。この年NBAはUSAネットワークと3年150万ドルの契約を結んだ。

### スリーポイントシュートの導入
スリーポイントシュートの概念は1933年のハーマン・セイガー発案に始まり、彼の案ではバスケットから15フィート（4.57m）と25フィート（7.62m）離れた2つのラインがあり、15フィートの中からのシュートは1点、15フィートから25フィートの間からのシュートは2点、25フィートの外からのシュートは3点と定められた。その後1945年にNCAAでスリーポイントシュートを導入した試験試合が行われ、プロバスケットボールリーグの分野では1961年から1963年の3年間活動したABLが初めて採用し、独立リーグEPBLも1964年に採用した。一方でプロバスケットボールの盟主であるNBAはなかなかスリーポイントシュート導入には踏み切らず、1967年にはライバルリーグABAが誕生し、ABAも翌年の1968年には導入。スリーポイントシュートはABAによって認知度を高めた。そして1976年にNBAがABAを吸収合併して3年後のこの年、ようやくNBAもスリーポイントシュート採用に踏み切ったのである。 国際ルールでは1989年に導入される。なお、NBAのスリーポイントラインは国際ルールよりも最大で約1m後方にある。
NBAの記念すべき最初のスリーポイントシュート成功者はボストン・セルティックスのクリス・フォードで10月12日のヒューストン・ロケッツ戦だった。バスケットにおいて通常のフィールドゴールからさらに1点加算されるスリーポイントシュートはまさに魔法のシュートであり、試合をより刺激的で複雑なものにした。スリーポイントシュートの導入はNBA人気の梃入れに大きな役割を果たした。

## シーズン

### オールスター
- 開催日：2月4日
- 開催地：ワシントンD.C.
- オールスターゲーム　イースト 144－136 ウエスト
- MVP：ジョージ・ガービン　（サンアントニオ・スパーズ）

### イースタン・カンファレンス
| Team                     | W  | L  | PCT. | GB |
| ------------------------ | -- | -- | ---- | -- |
| ボストン・セルティックス | 61 | 21 | .744 | -  |
| フィラデルフィア・76ers  | 59 | 23 | .720 | 2  |
| ニューヨーク・ニックス   | 39 | 43 | .476 | 22 |
| ワシントン・ブレッツ     | 39 | 43 | .476 | 22 |
| ニュージャージー・ネッツ | 34 | 48 | .415 | 27 |

| Team                           | W  | L  | PCT. | GB |
| ------------------------------ | -- | -- | ---- | -- |
| アトランタ・ホークス           | 50 | 32 | .610 | -  |
| ヒューストン・ロケッツ         | 41 | 41 | .500 | 9  |
| サンアントニオ・スパーズ       | 41 | 41 | .500 | 9  |
| インディアナ・ペイサーズ       | 37 | 45 | .451 | 13 |
| クリーブランド・キャバリアーズ | 37 | 45 | .451 | 13 |
| デトロイト・ピストンズ         | 16 | 66 | .195 | 34 |

### ウエスタン・カンファレンス
| Team                     | W  | L  | PCT. | GB |
| ------------------------ | -- | -- | ---- | -- |
| ミルウォーキー・バックス | 49 | 33 | .598 | -  |
| カンザスシティ・キングス | 47 | 35 | .573 | 2  |
| シカゴ・ブルズ           | 30 | 52 | .366 | 19 |
| デンバー・ナゲッツ       | 30 | 52 | .366 | 19 |
| ユタ・ジャズ             | 24 | 58 | .293 | 25 |

| Team                               | W  | L  | PCT. | GB |
| ---------------------------------- | -- | -- | ---- | -- |
| ロサンゼルス・レイカーズ           | 60 | 22 | .732 | -  |
| シアトル・スーパーソニックス       | 56 | 26 | .683 | 4  |
| フェニックス・サンズ               | 55 | 27 | .671 | 5  |
| ポートランド・トレイルブレイザーズ | 38 | 44 | .463 | 22 |
| サンディエゴ・クリッパーズ         | 35 | 47 | .427 | 25 |
| ゴールデンステート・ウォリアーズ   | 24 | 58 | .293 | 36 |

### スタッツリーダー
| 部門       | 選手                           | チーム                       | AVG  |
| ---------- | ------------------------------ | ---------------------------- | ---- |
| 得点       | ジョージ・ガービン             | サンアントニオ・スパーズ     | 33.1 |
| リバウンド | スウェン・ネイター             | サンディエゴ・クリッパーズ   | 15.0 |
| アシスト   | マイケル・レイ・リチャードソン | ニューヨーク・ニックス       | 10.1 |
| スティール | マイケル・レイ・リチャードソン | ニューヨーク・ニックス       | 3.2  |
| ブロック   | カリーム・アブドゥル＝ジャバー | ロサンゼルス・レイカーズ     | 3.4  |
| FG%        | セドリック・マックスウェル     | ボストン・セルティックス     | 60.9 |
| FT%        | リック・バリー                 | ヒューストン・ロケッツ       | 93.5 |
| 3FG%       | フレッド・ブラウン             | シアトル・スーパーソニックス | 44.3 |

### 各賞
- 最優秀選手: カリーム・アブドゥル＝ジャバー, ロサンゼルス・レイカーズ
- ルーキー・オブ・ザ・イヤー：ラリー・バード, ボストン・セルティックス
- 最優秀コーチ賞: ビル・フィッチ, ボストン・セルティックス

- All-NBA First Team:
  - ポール・ウェストファル, フェニックス・サンズ
  - ジョージ・ガービン, サンアントニオ・スパーズ
  - ジュリアス・アービング, フィラデルフィア・76ers
  - ラリー・バード, ボストン・セルティックス
  - カリーム・アブドゥル＝ジャバー, ロサンゼルス・レイカーズ
- All-NBA Rookie Team:
  - ラリー・バード, ボストン・セルティックス
  - マジック・ジョンソン, ロサンゼルス・レイカーズ
  - ビル・カートライト, ニューヨーク・ニックス
  - デビッド・グリーンウッド, シカゴ・ブルズ
  - カルヴィン・ナット, ポートランド・トレイルブレイザーズ
- NBA All-Defensive First Team:
  - ボビー・ジョーンズ, フィラデルフィア・76ers
  - ダン・ラウンドフィールド, アトランタ・ホークス
  - カリーム・アブドゥル＝ジャバー, ロサンゼルス・レイカーズ
  - デニス・ジョンソン, シアトル・スーパーソニックス
  - ドン・ブージー, フェニックス・サンズ
  - マイケル・レイ・リチャードソン, ニューヨーク・ニックス

### バード・マジック旋風
前季29勝53敗に終わったセルティックスは、ラリー・バードを獲得したこの年、61勝21敗の成績を収める大躍進を遂げる。上積みした32勝は当時のNBA記録である。その非力さ故にNBAで通用するか不安視されていたバードは、ルーキーイヤーからリーグ最古参チームを牽引する活躍を見せ、21.3得点10.4リバウンド4.5アシストの成績を残し、マジック・ジョンソンを抑えて新人王を獲得した。ルーキーながらオールNBA1stチームにも選出され、バードはこの年を始めに9年連続同賞に選出される。一時は低迷したセルティックスも、バードに加え、彼とフロントコートを組むセドリック・マックスウェル、70年代を代表するポイントガードのネイト・アーチボルト、NBA最初期のスリーポイントシュータークリス・フォードらが揃い、再び優勝を狙えるチームとなった。またこのシーズン途中からアーチボルトと名ポイントガードの双璧を成したピート・マラビッチが加わっている。
マジック・ジョンソンが入団したロサンゼルス・レイカーズには、カリーム・アブドゥル＝ジャバーが在籍していた。若手No.1PGと当時最高峰のセンターを揃えたレイカーズはリーグを席巻し、前季を大幅に上回る60勝を記録。マジックは18.0得点7.7リバウンド7.3アシストを記録するが、個人成績でもチーム成績でもバードには一歩及ばず、新人王獲得は逃した。大黒柱のジャバーは自身6度目のMVPを獲得し、ビル・ラッセルを抜いてMVP通算獲得回数歴代1位となった。ジャバー一人では優勝できなかったレイカーズもマジックというこの上ない相棒を得て、さらにノーム・ニクソン、ジャマール・ウィルクスらが脇を固めるこちらも優勝を狙える陣容が整った。
バード、マジックの入団はそれぞれのチームに絶大な経済効果をもたらし、観客動員数だけでもセルティックスは前季の417,926人から596,349人の約18万人増。レイカーズも482,611人から582,882人の約10万人増となった。リーグ全体でも2年連続減から増加に転じている。またバードのセルティックスとマジックのレイカーズは、NBAにとって5年ぶりに現れた60勝以上達成チームだった。

### シーズン概要
- 2年連続ファイナルに進出し、前季には初優勝したシアトル・スーパーソニックスはさらに勝率を伸ばし、リーグ3位の成績を収めた。一方そのソニックスと優勝を競い合ったワシントン・ブレッツはボブ・ダンドリッジがシーズンの半分を欠場するなど選手の高齢化が表面化し、前季の54勝から39勝と大幅に勝率を落とした。70年代をリーグ屈指の強豪として過ごしたブレッツは来季13シーズンぶりにプレーオフ進出を逃す。黄金期に幕を降ろしたブレッツは以後勝率5割前後を行き来するシーズンを過ごし、さらに21世紀まで続く長い低迷期へと突入する。
- アトランタ・ホークスはセントルイス時代以来の12年ぶりとなる50勝を達成。前季躍進したヒューストン・ロケッツを抑え、10年ぶりに地区優勝を果たした。当時のホークスは25歳のジョン・ドリュー、24歳のエディー・ジョンソン、26歳のダン・ラウンドフィールドらが若手が主力を担い、ヒュービー・ブラウンがヘッドコーチを務めた。
- ABAを代表する強豪としてNBAに加盟し、以後も安定した成績を残してきたデンバー・ナゲッツは、大黒柱のデビッド・トンプソンがシーズンの半分以上を欠場したため大きく負け越し、チーム史上初めてプレーオフを逃した。
- 前季全休したポートランド・トレイルブレイザーズのビル・ウォルトンは、このシーズンにはサンディエゴ・クリッパーズに移籍するも、68試合を欠場する。
- 低迷が続くデトロイト・ピストンズはチーム史上最低勝率を記録。

## プレーオフ・ファイナル
|  | 1回戦              | 1回戦                | 1回戦              |          |                    | カンファレンス準決勝 | カンファレンス準決勝 | カンファレンス準決勝 |  |   | カンファレンス決勝 | カンファレンス決勝 | カンファレンス決勝 |   |  | ファイナル | ファイナル | ファイナル |
|  |                    |                      |                    |          |                    |                      |                      |                      |  |   |                    |                    |                    |   |  |            |            |            |
|  |                    |                      |                    |          |                    |                      |                      |                      |  |   |                    |                    |                    |   |  |            |            |            |
|  |                    | 1                    | レイカーズ         | 4        |                    |                      |                      |                      |  |   |                    |                    |                    |   |  |            |            |            |
|  |                    |                      |                    | 4        |                    |                      |                      |                      |  |   |                    |                    |                    |   |  |            |            |            |
|  |                    |                      | 4                  | サンズ   | 1                  |                      |                      |                      |  |   |                    |                    |                    |   |  |            |            |            |
|  | 4                  | サンズ               | 4                  | サンズ   | 1                  | 2                    |                      |                      |  |   |                    |                    |                    |   |  |            |            |            |
|  | 4                  | サンズ               |                    |          |                    | 2                    |                      |                      |  |   |                    |                    |                    |   |  |            |            |            |
|  | 5                  | キングス             | 1                  |          |                    |                      |                      |                      |  |   |                    |                    |                    |   |  |            |            |            |
|  | 5                  | キングス             | 1                  |          |                    |                      |                      |                      |  | 1 | レイカーズ         | 4                  |                    |   |  |            |            |            |
|  | Western Conference |                      |                    |          |                    |                      |                      |                      |  | 1 | レイカーズ         | 4                  |                    |   |  |            |            |            |
|  |                    | 3                    | スーパーソニックス | 1        |                    |                      |                      |                      |  |   |                    |                    |                    |   |  |            |            |            |
|  | 3                  | 3                    | スーパーソニックス | 1        | スーパーソニックス | 2                    |                      |                      |  |   |                    |                    |                    |   |  |            |            |            |
|  | 3                  |                      |                    |          | スーパーソニックス | 2                    |                      |                      |  |   |                    |                    |                    |   |  |            |            |            |
|  | 6                  | トレイルブレイザーズ | 1                  |          |                    |                      |                      |                      |  |   |                    |                    |                    |   |  |            |            |            |
|  | 6                  | トレイルブレイザーズ | 1                  |          | 3                  | スーパーソニックス   | 4                    |                      |  |   |                    |                    |                    |   |  |            |            |            |
|  |                    |                      |                    |          | 3                  | スーパーソニックス   | 4                    |                      |  |   |                    |                    |                    |   |  |            |            |            |
|  |                    |                      | 2                  | バックス | 3                  |                      |                      |                      |  |   |                    |                    |                    |   |  |            |            |            |
|  |                    |                      | 2                  | バックス | 3                  |                      |                      |                      |  |   |                    |                    |                    |   |  |            |            |            |
|  |                    |                      |                    |          |                    |                      |                      |                      |  |   |                    |                    |                    |   |  |            |            |            |
|  |                    |                      |                    |          |                    |                      |                      |                      |  |   |                    |                    |                    |   |  |            |            |            |
|  |                    |                      |                    |          |                    |                      |                      |                      |  |   |                    | W1                 | レイカーズ         | 4 |  |            |            |            |
|  |                    |                      |                    |          |                    |                      |                      |                      |  |   |                    |                    |                    |   |  |            |            |            |
|  |                    | E3                   | 76ers              | 2        |                    |                      |                      |                      |  |   |                    |                    |                    |   |  |            |            |            |
|  |                    | E3                   | 76ers              | 2        |                    |                      |                      |                      |  |   |                    |                    |                    |   |  |            |            |            |
|  |                    |                      |                    |          |                    |                      |                      |                      |  |   |                    |                    |                    |   |  |            |            |            |
|  |                    |                      |                    |          |                    |                      |                      |                      |  |   |                    |                    |                    |   |  |            |            |            |
|  |                    | 1                    | セルティックス     | 4        |                    |                      |                      |                      |  |   |                    |                    |                    |   |  |            |            |            |
|  |                    |                      |                    | 4        |                    |                      |                      |                      |  |   |                    |                    |                    |   |  |            |            |            |
|  |                    |                      | 4                  | ロケッツ | 0                  |                      |                      |                      |  |   |                    |                    |                    |   |  |            |            |            |
|  | 4                  | ロケッツ             | 4                  | ロケッツ | 0                  | 2                    |                      |                      |  |   |                    |                    |                    |   |  |            |            |            |
|  | 4                  | ロケッツ             |                    |          |                    | 2                    |                      |                      |  |   |                    |                    |                    |   |  |            |            |            |
|  | 5                  | スパーズ             | 1                  |          |                    |                      |                      |                      |  |   |                    |                    |                    |   |  |            |            |            |
|  | 5                  | スパーズ             | 1                  |          |                    |                      |                      |                      |  | 1 | セルティックス     | 1                  |                    |   |  |            |            |            |
|  | Eastern Conference |                      |                    |          |                    |                      |                      |                      |  | 1 | セルティックス     | 1                  |                    |   |  |            |            |            |
|  |                    | 3                    | 76ers              | 4        |                    |                      |                      |                      |  |   |                    |                    |                    |   |  |            |            |            |
|  | 3                  | 3                    | 76ers              | 4        | 76ers              | 2                    |                      |                      |  |   |                    |                    |                    |   |  |            |            |            |
|  | 3                  |                      |                    |          | 76ers              | 2                    |                      |                      |  |   |                    |                    |                    |   |  |            |            |            |
|  | 6                  | ブレッツ             | 0                  |          |                    |                      |                      |                      |  |   |                    |                    |                    |   |  |            |            |            |
|  | 6                  | ブレッツ             | 0                  |          | 3                  | 76ers                | 4                    |                      |  |   |                    |                    |                    |   |  |            |            |            |
|  |                    |                      |                    |          | 3                  | 76ers                | 4                    |                      |  |   |                    |                    |                    |   |  |            |            |            |
|  |                    |                      | 2                  | ホークス | 1                  |                      |                      |                      |  |   |                    |                    |                    |   |  |            |            |            |
|  |                    |                      | 2                  | ホークス | 1                  |                      |                      |                      |  |   |                    |                    |                    |   |  |            |            |            |
|  |                    |                      |                    |          |                    |                      |                      |                      |  |   |                    |                    |                    |   |  |            |            |            |

- この年のプレーオフは1967年と1968年に加盟したヒューストン・ロケッツ、シアトル・スーパーソニックス、ミルウォーキー・バックス、フェニックス・サンズの4チームが揃って出場した最初のプレーオフとなった。

### マジックの快挙
1980年代の到来を告げる1979-80シーズンは、ラリー・バード率いるボストン・セルティックスとマジック・ジョンソン擁するロサンゼルス・レイカーズ一色に染まったシーズンとなった。周囲はプレーオフでも両チームが勝ち抜き、ファイナルは前年のNCAAトーナメント決勝の再現になることを期待した。
ロサンゼルス・レイカーズは1970年代前半にエルジン・ベイラー、ウィルト・チェンバレン、ジェリー・ウェストらが立て続けに引退し、1972年を最後に優勝から遠ざかっていた。1976年にカリーム・アブドゥル＝ジャバーが加入したことでレイカーズが再び栄光を取り戻すかに思われたが、彼が加わった年のレイカーズは勝率5割すら上回ることができなかった。1977年には優秀なポイントガードのノーム・ニクソン、元新人王のジャマール・ウィルクスが加入し、チーム成績は少しずつ上昇していくが、優勝とは程遠く、やがてジャバーには批判が集まるようになり、ジャバーは自分の殻に閉じもこるようになった。
そして1979年、マジック・ジョンソンがレイカーズに入団。マジックは当時レイカーズに足りなかった"情熱"を持ち込んだ。マジックのNBA公式デビューとなった開幕戦のサンディエゴ・クリッパーズ戦では、ジャバーのスカイフックによるブザービーターが決まり、レイカーズが勝利した。劇的な勝利に、ロッカールームに戻ってもまるで優勝したようにはしゃぎ回るマジックに、呆れたジャバーは落ち着くよう窘め、まだシーズンは81試合も残っていることを言い聞かせた。それでもマジックの根っからの陽気さが、レイカーズに好影響を与えたのは確かだった。マジックはすぐにチームの中心となり、チームメイトからは"ヤング・バック"（YOUNG BUCK）と呼ばれるようになった。
しかしこの年のレイカーズは順風満帆ではなかった。14試合（10勝4敗）を消化した時点で、ヘッドコーチのジャック・マッキーニが交通事故に遭い、重傷を負ってしまったのである。後任にはポール・ウェストヘッドが就任した。さらにシーズンが進むにつれて、新人のマジックがボールを独占し過ぎると、同じポジションのノーム・ニクソンが不満を漏らすようになった。マジックはプレイの改善に努め、またニクソンもシューティングガードへのコンバートに応じ、ウェストヘッドのコーチ就任後は50勝18敗、通算で60勝22敗の好成績でシーズンを終えた。情熱を取り戻したジャバーは史上最多となる6度目のシーズンMVPを受賞した。
プレーオフに入り、レイカーズは他を寄せ付けない強さを見せた。シーズン55勝のフェニックス・サンズ、56勝で前季のチャンピイオンチームであるシアトル・スーパーソニックスをいずれも4勝1敗で破り、ファイナルに勝ち進んだのである。
一方、東から勝ち上がってきたのはセルティックスではなかった。レイカーズとセルティックスの新時代到来に待ったを掛けたのが、70年代NBAの残照であるフィラデルフィア・76ersである。レイカーズ、セルティックスと並ぶ名門チームである76ersは70年代半ばから再び力を付け出し、1976年にはABAの吸収合併でジュリアス・アービングを獲得し、一気に強豪の座を取り戻した。以後2度ファイナルに進出するも、優勝は叶わなかった。三度目の正直となるこの年にはエースのアービングを始めとする優秀な選手が揃っていた。華麗なスラムダンカーであるアービングに対し、破壊的なスラムダンカーで知られた76ers生え抜きのダリル・ドーキンスは、このシーズンもゴールのバックボードを2回も破壊した。スモールフォワードでシックスマンのボビー・ジョーンズは優れたディフェンダーであり、驚異的な跳躍力の持ち主で速攻の一番手だった。さらに76ersが得意とした速攻を操るポイントガードのモーリス・チークス、フォワードのスティーブ・ミックス、シューターのライオネル・ホリンズはこのシーズン怪我に泣いたダグ・コリンズのバックアップを務め、コールドウェル・ジョーンズはドーキンスと共にインサイドを固めた。ヘッドコーチはアービング以前の76ersのエースだったビリー・カニンガムが務めた。
攻守両面において、また若手とベテランにおいてバランスの良いチームに仕上がった76ersは59勝23敗とセルティックス、レイカーズに次ぐ成績を残し、プレーオフではカンファレンス決勝でセルティックスを破って3年ぶりにファイナルに進出した。マジックのレイカーズとバードのセルティックスのライバル関係が注目される中で、両者に割って入る存在がこの76ersであり、当時の両チームにとって最大のライバルだった。セルティックスにとってはファイナル進出を狙う上で最大の障害がこの76ersであり、またレイカーズと76ersはこの年を含め、今後4年間で3度ファイナルで相対する。

#### 第1戦
カリーム・アブドゥル＝ジャバーが33得点14リバウンドの活躍でレイカーズを109-102の勝利に導く。レイカーズのノーム・ニクソンは23得点、ジャマール・ウィルクスは20得点をあげる傍ら、ディフェンスではジュリアス・アービングに徹底マークを敷いた。ファイナルデビューを飾ったマジック・ジョンソンは、16得点9リバウンド10アシストの準トリプル・ダブルの活躍だった。

#### 第2戦
第2戦はジュリアス・アービングがジャバーの頭越しにダンクを決めて始まった。アービングはダンクを皮切りに第1Qだけで12得点を記録。この日25得点のダレル・ドーキンスはミドルレンジからのジャンプショットを決めることによりジャバーをゴールから遠ざけた。手薄になったゴール下をアービングやモーリス・チークらが攻め込み、2人はそれぞれ23得点を記録した。レイカーズはジャバーがこの日も38得点と活躍したが、76ersがレイカーズの速攻を上手く防いだため、常に76ersにリードされる試合となった。それでも第4Q終盤には105-104とその差1点にまで追いついたが、最後はボビー・ジョーンスが駄目押しとなるジャンプショットを決め、107-104で76ersが勝利。レイカーズのホームコートアドバンテージを無効にした。

#### 第3戦
レイカーズのポール・ウェストヘッドHCは第2戦で活躍したドーキンスにジム・チョーンズを当て、ジャバーにはコールドウェル・ジョーンズとマッチアップさせた。またプレイオフに入って数字を伸ばしているシューターのライオネル・ホリンズにはマジックにマークさせ、76ersの外からのシュートを抑えさせた。このマッチアップの変更が功を奏し、レイカーズは第1Qだけで15得点のリードを奪った。第2Qにはアービングが持ち前の身体能力を駆使して反撃を試み、点差を縮めに掛かったが、レイカーズが前半最後の2分で9連続得点を決めて76ersを突き放した。この時の点差が76ersにとっては致命傷となり、111-101でレイカーズが勝利した。ジャバーは33得点14リバウンド4ブロックを記録した。

#### 第4戦
76ersが105-102で勝利し、シリーズを2勝2敗のタイに戻した。この試合終盤でNBA史に残るハイライトシーンが生まれる。フリースローレーンでボールを持ったジュリアス・アービングはゴール下に向かってドライブした。レイカーズのマーク・ラインベルガーのマークを受けたアービングはバックボードの裏側であるベースラインまで切れ込むと、そこからバスケットに向かってジャンプ。ボールを持った右腕はバスケットに向かって天高く振りかざされたが、一緒に空中に跳んだ218cmのジャバーとバックボードに遮られる。しかし驚異的な滞空時間を誇るアービングは着地する前にボールを一旦下げると、バックボードの裏側から腕を伸ばしてリバースレイアップを放った。掬い上げられるように舞ったボールはバスケットに綺麗に吸い込まれた。このショットは後に"ベースライン・ムーブ"（Baseline Move）と名づけられ、稀代のスラムダンカーとして鳴らしたアービングの真骨頂としてNBAファンの語り草となる。

#### 第5戦
アービングに最高のプレイを見せ付けられたのならば、今度はレイカーズが奮起する番だった。第5戦、第3Q後半に入った時点でジャバーは26得点を積み重ねていたが、誤ってライオネル・ホリンズの足を踏んで右足首をくじいてしまい、ロッカールームに下げられてしまった。この時レイカーズのリードは僅かに2点。大黒柱不在のなか、ここまでムラの多かったマジックがチームを牽引する働きを見せ、何とか踏みとどまった。そして第4Q序盤、ジャバーが足を引きずりながらコートに姿を現した時、フォーラムの客席を埋め尽くしたレイカーズファンは興奮と驚きでどよめいた。ジャバーは足を庇いながらもさらに14得点を記録。残り33秒を103-103の同点で迎えたとき、ジャバーは渾身のダンクでファウルを引き出し、スリーポイントプレイを決めてチームの勝利を決定付けた。最終スコアは108-103。アービングは36得点を記録し、残り3分からは殆ど独力で103-103の同点に追いつかせたが、最後はジャバーの執念の前に屈した。レイカーズは3勝2敗で優勝に王手を掛けた。

#### 第6戦
第5戦が終わった夜、フィラデルフィアに向かうレイカーズの飛行機の中に、ジャバーの姿は無かった。ジャバーの怪我は予想以上に悪く、第6戦を欠場することが決まり、チームにも同行しなかったのである。ジャバーがいつも座る専用シートには、マジックが座っていた。
一方76ersのメンバーは、レイカーズが大黒柱不在のままフィラデルフィアに乗り込んでくるとは夢にも思っていなかった。フィラデルフィアのラジオではジャバーが空港に降り立ったことを伝え、あるタクシーの運転手はホテルまでジャバーを送ったとまで証言していた。そのためジャバーが不在の上、ポイントガードのマジック・ジョンソンがセンターとして試合に出場することが分かった時の76ersの驚きは大きかった。もっとも驚いたのは76ersだけではなく、レイカーズのメンバーも動揺は隠せず、殆どの選手はフィラデルフィアで優勝できるとは思っていなかった。
奇策中の奇策に惑わされた76ersに、レイカーズは試合開始から7連続得点と畳み掛け、序盤に11-4とリードを奪った。しかし218cmのジャバーの不在は大きく、76ersはサイズの優位性を利用して第2Qには逆転し、52-44とリードを広げた。レイカーズのウェストヘッドHCもすぐに対抗策を高じ、ペイントエリア内では積極的にオフェンスファウルを誘うことでゴール下の身長差を帳消しにさせ、前半を60-60のタイで終えた。後半、レイカーズはジャマール・ウィルクスが爆発。第3Qだけで16得点を決めたウィルクスの活躍で、後半開始から連続14得点を決め、一気に76ersを突き放しに掛かった。しかし後がない76ersも粘りを見せ、第4Q残り5分には103-101の2点差にまで追い上げた。ウェストヘッドはタイムアウトを取り、優勝へ向けて選手たちに最後のエールを送った。タイムアウト明け後のレイカーズの猛攻は凄まじく、特にマジックは試合終了のブザーが鳴るまでに9得点を集中させた。76ersが何とか6点を稼ぐ間にレイカーズは20得点を積み重ね、123-107でレイカーズが勝利。8年ぶり7回目の優勝を決めた。ジャバーの不在に各選手が奮起したレイカーズは、後半の猛攻の口火を切ったジャマール・ウィルクスが37得点（キャリアハイ）10リバウンド、ジム・チョーンズはジャバーの代わりにゴール下の守護神となり、11得点10リバウンドを記録して、76ersのドーキンスを14得点4リバウンドに抑えた。マイケル・クーパーも16得点を記録した。
しかしこの日最大の殊勲者は慣れないセンターで獅子奮迅の活躍を見せたマジック・ジョンソンだった。マジックは42得点15リバウンド7アシスト3ブロックを記録し、大舞台で14本のフリースロー全てを決めた。チームを優勝に導いたマジックは、新人王こそラリー・バードに譲ったものの、それを上回る名誉であるファイナルMVPをルーキーイヤーから獲得。ルーキーにしてファイナルMVPに選ばれたのはNBA史上マジック・ジョンソンただ一人である。マジックと共に新たな時代を歩み始めたロサンゼルス・レイカーズは、最高の形でその第一歩を踏み出した。
一方アービング体制になって3度目のファイナル敗退となったフィラデルフィア・76ersだが、陣容の充実ぶりはレイカーズやセルティックスとも何ら引けをとらず、以後も優勝候補としてリーグに君臨し、2年後には再び優勝を掛けてレイカーズと対戦する。

#### 結果
ロサンゼルス・レイカーズ 4-2 フィラデルフィア・76ers　　ファイナルMVP：マジック・ジョンソン
|       | 日付    | ホーム     | 結果    | ロード     |
| ----- | ------- | ---------- | ------- | ---------- |
| 第1戦 | 5月4日  | レイカーズ | 109-102 | 76ers      |
| 第2戦 | 5月7日  | レイカーズ | 104-107 | 76ers      |
| 第3戦 | 5月10日 | 76ers      | 101-111 | レイカーズ |
| 第4戦 | 5月11日 | 76ers      | 105-102 | レイカーズ |
| 第5戦 | 5月14日 | レイカーズ | 108-103 | 76ers      |
| 第6戦 | 5月16日 | 76ers      | 107-123 | レイカーズ |

## ラストシーズン
- ポール・サイラス　（1964-80）　ボストン・セルティックス時代とシアトル・スーパーソニックス時代に計3度の優勝を経験。引退後はコーチ職に転向。
- リック・バリー　（1965-80）　ラスト2シーズンはヒューストン・ロケッツで過ごした。引退後は解説者、コーチ職などを務める。解説者として最も成功した元NBA選手の一人で、その発言はしばしば物議を醸した。
- ウォルト・フレイジャー　（1967-80）　ニューヨーク・ニックス栄光の70年代を築き上げた主要人物の一人だが、ラスト3シーズンはクリーブランド・キャバリアーズで過ごした。引退後はニックスのホームであるマディソン・スクエア・ガーデンのテレビ解説者を務めた。
- フィル・ジャクソン　（1967-80）　長年ニックスで過ごし優勝も経験した後、ラスト2シーズンはニュージャージー・ネッツでプレイ。引退後はコーチ職に転向し、シカゴ・ブルズとロサンゼルス・レイカーズで数多の栄誉を手にする。
- アール・モンロー　（1967-80）　彼もまたニックス栄光の70年代を築き上げた人物の一人。引退後は独立リーグUSBLの会長などを務めた。
- ピート・マラビッチ　（1970-80）　70年代を代表するポイントガードの一人で、個人としては華々しい成績を残しながらも、キャリアの大半をドアマットチームで過ごしたため、ついぞNBAの表舞台に出ることはなかった。キャリア晩年は健康に不安を抱えながら過ごし、ラストシーズンはボストン・セルティックスでプレイした。
- チャーリー・スコット　（1970-80）　ABA出身選手で、ABAオールタイムチームにも選出されている。